# Josef Císler
Josef Císler (15. ledna 1870 Trhanov – 13. června 1948 Praha) byl český lékař, spisovatel a dramatik.

## Život
Narodil se v rodině Martina Zislera (1799–1882) a Dorothey Zislerové-Beneschové (1829). Měl pět starších sourozenců: Johanna (1857–1883) doktora práv, Martina (1858), Marii (1859), Annu (1862–1930) a Georga (1864–1932). Se ženou Johannou Císlerovou-Hlavovou (1873) měli dceru Marii (1898) a syna Josefa (1900).
Maturoval na gymnáziu v Domažlicích, studium na lékařské fakultě české Karlo-Ferdinandovy univerzity v Praze ukončil roku 1896. Po studijním pobytu v Německu si otevřel roku 1898 soukromou praxi v Praze. Od roku 1902 byl vedoucím otorhinolaryngologické (ORL) ambulance na II. lékařské klinice české lékařské fakulty profesora Josefa Thomayera. Docentem se stal roku 1906, mimořádným profesorem roku 1919, kdy se stal přednostou fakultního ústavu. Řádným profesorem byl jmenován roku 1927. Byl jedním ze zakladatelů ORL v českých zemích. Podílel se na založení Československé ORL společnosti, stal se jejím místopředsedou a od roku 1929 ji vedl.
Kromě odborných studií publikoval povídky, romány a divadelní hry. Předsedal Společnosti Jaroslava Vrchlického, ve Spolku českých spisovatelů beletristů Máj vedl divadelní agendu (byl divadelním lékařem Národního divadla).
Obdržel srbský řád sv. Sávy III. tř. V Praze II bydlel na adrese Jungmannova 14.

## Dílo

### Próza
- Dvojí život: román – Praha: František Šimáček, 1902[3][4]
- Na haltrovské stoupě a jiné vážné i žertovné kresby a črty z Podčerchoví – Praha: F. Šimáček, 1912[3][4]
- Aj, ty svatý Vavřinečku: román – Praha: Česká grafická unie (ČGU), 1920[3][4]
- Baldachýnové kvarteto a jiná prosa – Praha: ČGU, 1927[3][4]

### Odborné studie
- Z c. k. universitní polikliniky: k pathologii obrny nervu lícního – Praha: Edvard Grégr, 1896
- O významu zbytnělých skořep nosních – Praha: Bursík a Kohout, 1899
- Katary hořeních dýchadel, jich příčiny a následky – Praha: Hejda & Tuček,
- O léčení persistujících perforací bubínku – Praha: Hejda & Tuček, 1900
- O sluchu, jeho chorobách a kterak je předcházeti – Praha: Hejda & Tuček, 1901
- O hlasu, jeho onemocnění a šetření – Praha: Jan Otto, 1902
- O nedoslýchavosti, hluchotě a ochraně sluchu – Praha: J. Otto, 1903
- O medianní posici vazu hlasového – experimentální a klinická studie. Praha: Česká akademie císaře Františka Josefa pro vědy, slovesnost a umění [ČA], 1905
- O základních rysech zákona Semon-Rosenbachova – experimentální a klinická studie. Praha: ČA, 1905
- Choroby hrtanu a průdušnice pro studující lékařství a praktické lékaře – Praha: Bursík a Kohout, 1909
- Choroby nosu, hltanu a dutiny ústní: pro studující lékařství a praktické lékaře – Praha: Bursík a Kohout, 1909

### Drama
- Dřevorubci: obraz ze života malých lidí o čtyřech jednáních – Praha: F. Šimáček, 1900
- Na šumavské pile: hra o 4 jednáních – Praha: F. Šimáček, 1904
- Aeronautka: veselohra o 1 jednání; Stříbrná svatba: žert o 1 jednání – Praha: F. Šimáček, 1911
- Ošetřovatelka – veselohra o 3 jednáních. Praha: Máj, 1912
- Vojáci, vojáci!: veselohra o 4 jednáních – Praha: Máj, 1912
- Soucit: tragikomedie o 1 dějství; Na staré poště: veselohra o 1 dějství – Praha: Jan Liebich, 1913
- Na staré poště: veselohra o 1 dějství – 1914[5]
- Ředitel panství: hra o 5 dějstvích – Praha: Máj, 1916
- Vesničtí rebelanti: hra o 3 dějstvích – Praha: Máj, 1922

### Jiné
- Domácí lékař: lékařský rádce zdravých i chorých – za pomoci: Josefa Císlera ... et al.; sestavil Duchoslav Panýrek; obrázky kreslili Vilém Frnka, Theodor Novák, Marie Svobodova a J. Šimsa. Praha: Bursík a Kohout, 1902
- Slovník lékařský. Díl II., L–Z a doplňky – zpracovali J. Císler ... et al. Praha: Alois Wiesner
- Vybrané kapitoly o tuberkulose. I. díl – sepsali J. Císler ... et al. Praha: Masarykova Liga proti tuberkulose, 1930